# ジエ水道

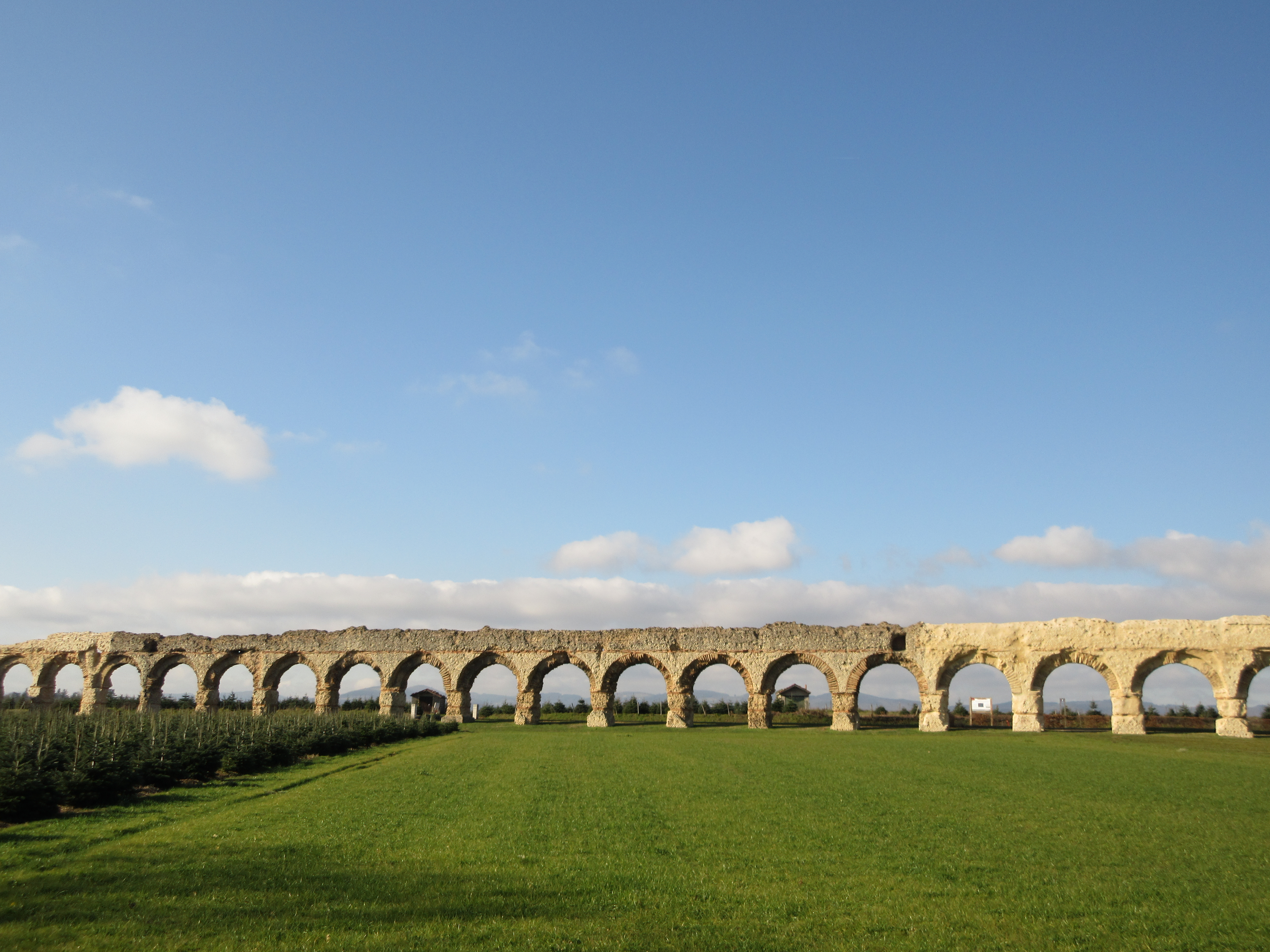
シャポノ付近に残るローマ水道遺跡。アーチ頂部の高さは15メートルとなっている。

ジエ水道（ジエすいどう、フランス語: Aqueduc du Gier）はローマ時代にガリア・ルグドゥネンシスの首都であったルグドゥヌム (現在のフランスリヨン市) に水を供給するために建設された水道である。推定建設時期は紀元1世紀。リヨン付近に残る4つのローマ水道遺跡としては最長、最大規模である。リヨンの南西42キロメートルの地点でピラ山地を流れるジエ川（ローヌ川の小さい支流）を水源としている。
全長85キロメートルにも及ぶジエ水道は、これまでにフランスで知られているローマ水道では最長のものであり、多数の遺跡からその曲がりくねった経路の詳細が明らかになっている。ジエ水道はロワール県のピラ山地を発し、その起伏を縫いながらモルナン、オルリエナ、シャポノ、サント＝フォワ＝レ＝リヨンを経由してローヌ県を横断した後、リヨンに入る。

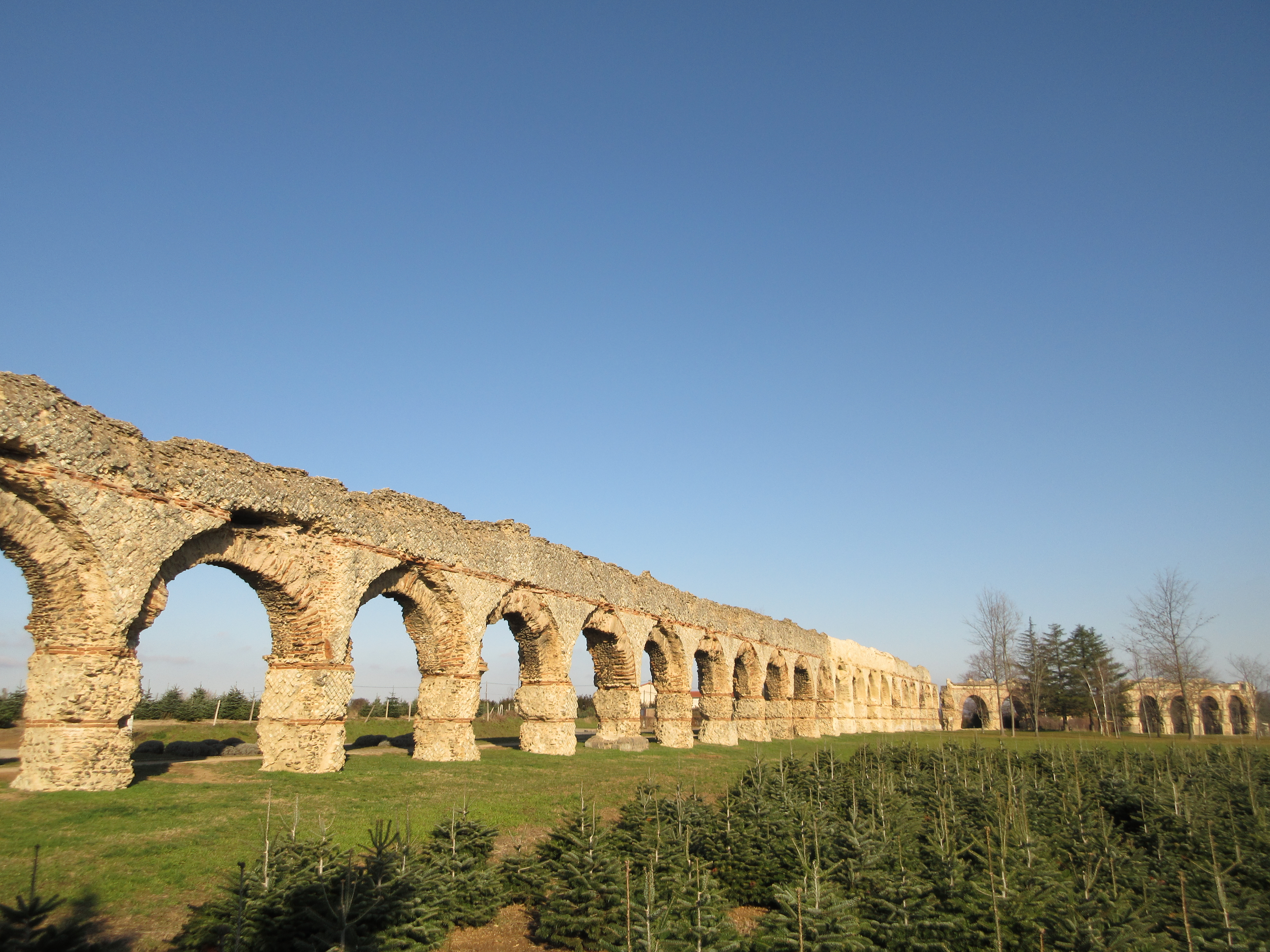
シャポノ付近の水道遺跡

ローマ人が持つ技術の粋を集めて建設されたこの水道は平均斜度が1キロメートルあたりで1メートル、すなわち0.1%となっている。計73キロメートルの区間は幅1.5メートル、高さ3メートルの大きさを持つ暗渠管が地中4メートルの深さに埋められている。経路上の11カ所にトンネルが設けられており、モルナン付近のものは825メートルの長さを持つ。また、掃除、保守用に77メートルおきの出入口が設けられている。ジエ水道はおよそ30カ所で地上を通過し、10カ所は渠管が壁やアーチ上に持ち上げられた構造で古代ローマ水道の特徴ある姿を見ることができる。とりわけデュレズ、ガロン、イズロン、トリオンの4カ所ではサイフォンの原理を応用したトンネルが高いアーチを持つ水道橋を通り、深くて幅の広い渓谷を渡っている。
水道橋が架けられた渓谷斜面の上部には埋め込み型の貯水タンクが築かれた。暗渠管からタンクに流れ込んだ水は並列に敷設された密閉鉛管を伝って斜面を下り、水道橋を渡って渓谷の反対側に築かれたタンクへと運ばれる。下流のタンクは上流のタンクよりもやや低い位置に置かれ、水は圧力差を利用して移動過程で水圧を失いながら下流へと運ばれる。水道橋のアーチや脚部はジエ水道の痕跡をもっともよく残している遺跡でもある。サイフォンを利用することで、深い渓谷に何層にもなるアーチ構造の水道橋をかける必要はなくなる。この技術を極限まで生かして橋を可能な限り低くした例がポン・デュ・ガールである。

## 完成年代

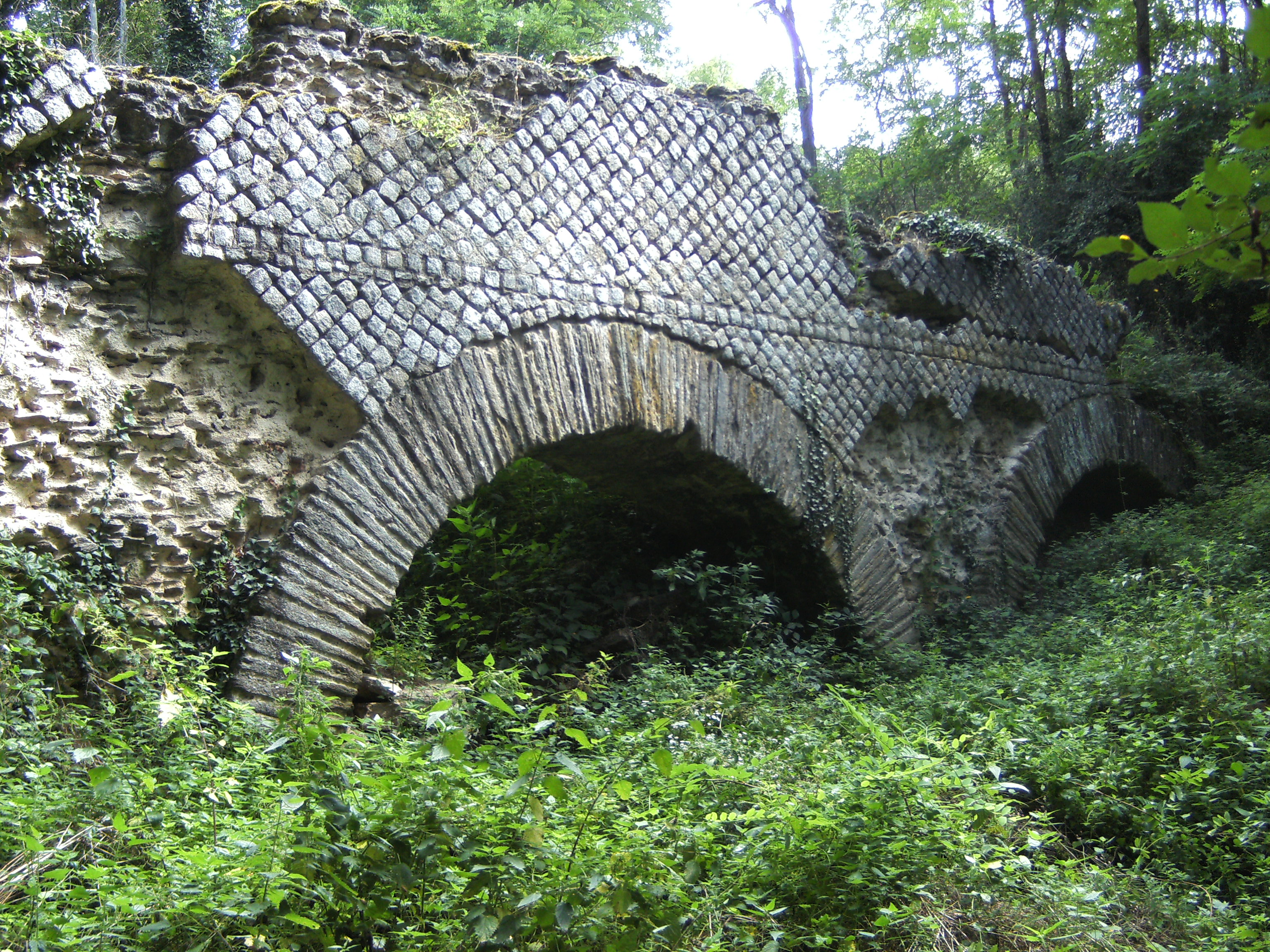
網目模様のレンガ造りが見られるサン＝モーリス＝シュル＝ダルゴワールの水道橋

水道の一部だけができあがっていても利用価値はないことから、ジエ水道は複数年にわたる大規模な事業で一気に完成されたはずである。ジェルマン・ド・モントゾンはジエ水道の建設時期を2世紀初頭のハドリアヌス時代としたが、ジェームズ・スティーブン・ブロムウィッチは同水道に見られる網目模様のレンガ造り (opus reticulatum) がもう少し早い紀元前1世紀後半から1世紀前半の特徴であると指摘する。また、ブロムウィッチは近年になって発掘されたフールヴィエールの丘にある噴水は紀元50年前後のものと考えられ、ジエ水道が完成していなければ使用できなかったであろうと述べている。

## 参考文献

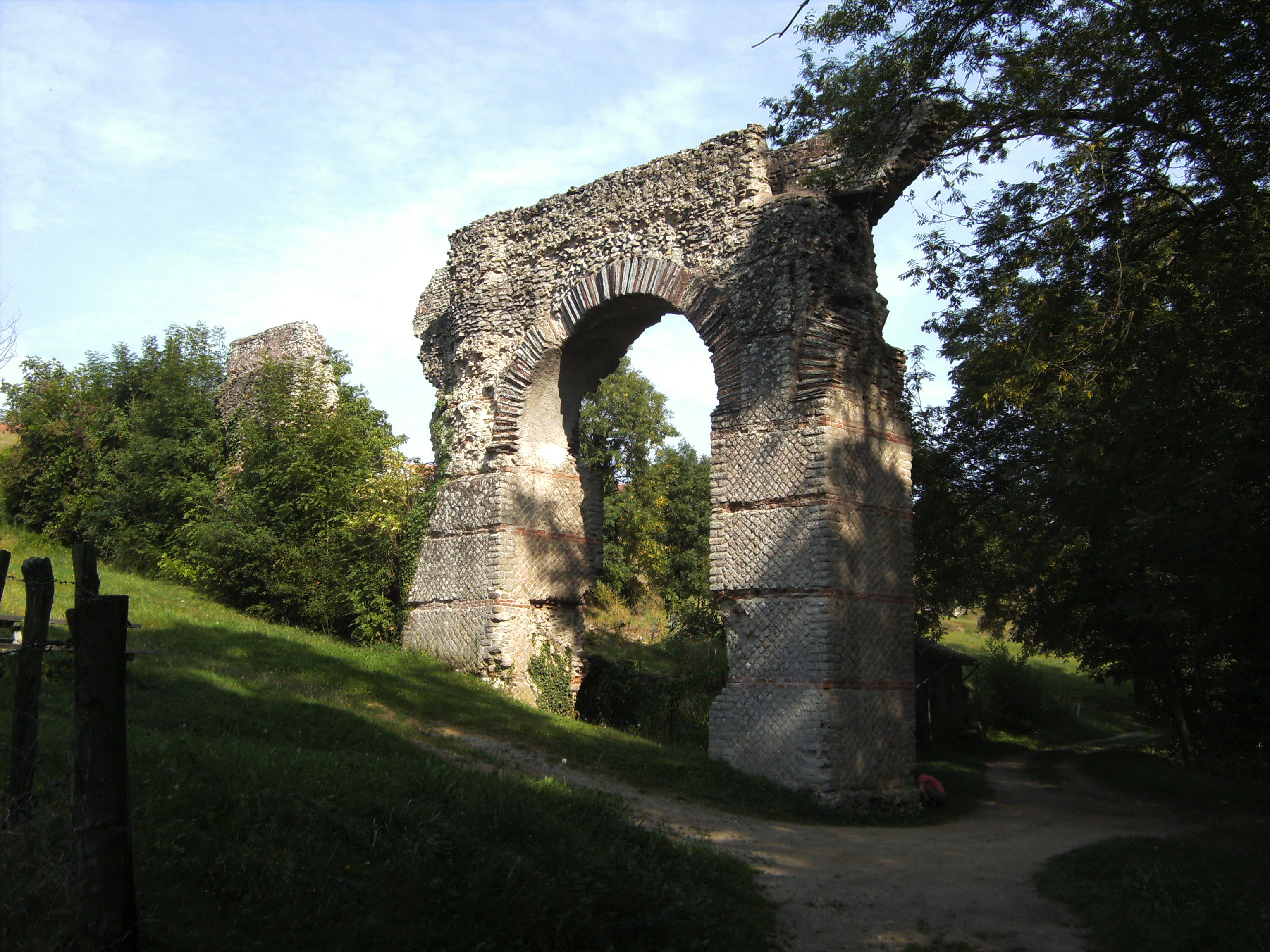
モルナンテ付近のジエ水道遺跡